# Rapatapa-to-ja
Rapatapa-to-ja – album zespołu Voo Voo wydany w 1995 roku, nakładem wydawnictwa Polton.
Płyta została nagrana w aranżacji podobnej do dwóch poprzednich studyjnych płyt zespołu (Zapłacono i Łobi jabi). Pewną nowością są skrecze w wykonaniu DJ Janmariana. 

Płyta powstała w studiu Winicjusza Chrósta, w czasie krótkiej, niespełna 2-tygodniowej sesji. Nie lubię długich sesji, bo wtedy traci się spontaniczność, a zaczyna kombinowanie. Od dwóch lat opiekuje się nami lubelska Scena Ruchu, która zabezpieczyła nam miejsce w dworku w Janowcu, na terenie skansenu, gdzie przed nagraniem obu ostatnich płyt dzieliliśmy się pomysłami, jest tam cisza i duża przestrzeń. To procentuje, co słychać wyraźnie, szczególnie na najnowszym albumie.

## Lista utworów
źródło:.
| 1.  | „Palcem po ścianie”      | 3:47    |
|     |                          |         |
| 2.  | „Nie spać”               | 4:59    |
|     |                          |         |
| 3.  | „Sprężyć krok”           | 4:58    |
|     |                          |         |
| 4.  | „Bisz-bosz”              | 5:43    |
|     |                          |         |
| 5.  | „Mam wstać”              | 4:09    |
|     |                          |         |
| 6.  | „Rapatapa to ja”         | 5:03    |
|     |                          |         |
| 7.  | „Na polu dżdży (cz. II)” | 4:00    |
|     |                          |         |
| 8.  | „Gwoździe śruby”         | 3:29    |
|     |                          |         |
| 9.  | „Zwyczajny cud”          | 4:19    |
|     |                          |         |
| 10. | „Z pomieszania win”      | 4:24    |
|     |                          |         |
| 11. | „Mungi doh”              | 7:10    |
|     |                          |         |
| 12. | „Tropikalny list”        | 6:03    |
|     |                          |         |
| 13. | „Koniec mędzenia”        | 5:02    |
|     |                          |         |
|     |                          | 1:03:06 |
|     |                          |         |

## Muzycy
źródło:.
- Wojciech Waglewski – gitara, śpiew
- Mateusz Pospieszalski – saksofony, klarnet basowy, flet basowy, trąbka, śpiew
- Jan Pospieszalski – gitara basowa, śpiew
- Piotr Żyżelewicz – perkusja, śpiew

gościnnie
- Mamadou Diouf – śpiew
- D.J. Janmarian – skrecz

## Single
- „Rapatapa-to-ja”
- „Nie spać / Bisz bosz”